# Climax (Michigan)
Pour les articles homonymes, voir Climax.
Climax est un village du comté de Kalamazoo dans l'état du Michigan.
Sa population était de 712 habitants en 2020.